# Římskokatolická farnost Zlaté Hory
Římskokatolická farnost Zlaté Hory je územní společenství římských katolíků v rámci děkanátu Jeseník ostravsko-opavské diecéze.

## Historie
Farní kostel ve Zlatých Horách je poprvé doložen v roce 1339. Později vyhořel a na jeho místě byl postaven kostel nový, dokončený v roce 1708. Ve 20. století zlatohorská farnost afilovala zrušenou farnost na Rejvízu.
Farnost Zlaté Hory má sídelního duchovního správce, který je zároveň administrátorem ex currendo farnosti Ondřejovice.

## Bohoslužby
| Kostel                         | Místo                | Bohoslužba                             | Bohoslužba                                                                                          | Poznámka        |
| ------------------------------ | -------------------- | -------------------------------------- | --------------------------------------------------------------------------------------------------- | --------------- |
| Kostel sv. Acháce              | Dolní Údolí          | neslouží se pravidelně                 | neslouží se pravidelně                                                                              | filiální kostel |
| Kostel sv. Jana Křtitele       | Horní Údolí          | 1x ročně, poutní                       | 1x ročně, poutní                                                                                    | filiální kostel |
| Kostel Jména Panny Marie       | Rejvíz               | neslouží se pravidelně                 | neslouží se pravidelně                                                                              | filiální kostel |
| Kostel Panny Marie Pomocné     | Zlaté Hory-Mariahilf | neděle středa 1. pátek v měsíci sobota | 10.30 (Mše sv.) 15.00 (Mše sv.) 15.00 (Mše sv., nepravidelně) 21.00 (křížová cesta) 10.30 (Mše sv.) | poutní kostel   |
| Kostel Nanebevzetí Panny Marie | Zlaté Hory           | neděle úterý středa pátek              | 9.00 18.00                                                                                          | farní kostel    |
| Kostel sv. Kříže               | Zlaté Hory           | neslouží se pravidelně                 | neslouží se pravidelně                                                                              | špitální kostel |
| Kaple sv. Rocha                | Zlaté Hory           | neslouží se pravidelně                 | neslouží se pravidelně                                                                              | kaple           |

## Seznam duchovních správců
- 1850–1856 R.D. Gregorius Franciscus Buchman
- 1856–1856 R.D. Joseph Kunert - administrátor
- 1856–1863 R.D. Anton Balthasar Teifel
- 1863–1863 R.D. Eduard Nitsche - administrátor
- 1863–1870 R.D. Joseph Adam
- 1870–1888 R.D. Msgre Karl Neugebauer
- 1888–1888 R.D. Gregor Kunze - administrátor
- 1888–1909 R.D. Gregor Kunze
- 1909–1909 R.D. Franz Hacberg - administrátor
- 1919–1941 R.D. Vinzenz Franz Brauner
- 1941–1945 R.D. Gerhard Schubert
- 1945–1951 R.D. Emil Bijok
- 1951–1952 R.D. Evžen Štula
- 1952–1954 R.D. František Stabrava
- 1954–1956 R.D. Miloslav Klisz
- 1956–1957 R.D. Josef Wenzel
- 1957–1962 R.D. Ladislav Mikulec
- 1962–1968 R.D. Eduard Gottsman
- 1968–1969 P. Česlav Boleslav Chroboczek, OFMConv.
- 1969–1972 P. Karel Nečas, CFSsS
- 1972–1973 R.D. Ervín Morcinek
- 1973–1980 R.D. Josef Holek
- 1980–1986 R.D. Jaroslav Marek
- 1986–2007 R.D. Miloslav Michna
- 2007–2011 R.D. Pavel Kuchař
- 2011–2016 R.D. Miroslaw Brutkowski
- 2016-2017 R.D. Mariusz Banaszczyk
- 2017-2021 R. D. Marcin Slawicki
- od září 2021 R. D. Bartlomiej Blaszka

## Poutní místo Mariahilf
V letech 1834–1841, za zlatohorského faráře Philipa Ditricha, byl vystavěn poutní kostel Panny Marie Pomocné na dnešním poutním místě Mariahilf. Tento kostel pak sloužil svému účelu do roku 1955. Pak postupně zchátral a nakonec byl v listopadu 1973 odstřelen. V letech 1993–1995 byl na jeho místě postaven kostel nový, který vysvětil olomoucký arcibiskup Jan Graubner za účasti tehdejšího apoštolského nuncia Giovanniho Coppy. Při kostele byla následně zřízena samostatná duchovní správa, při zachování příslušnosti do území zlatohorské farnosti.

### Seznam rektorů poutního místa Mariahilf
- 1999–2012 R.D. Stanislav Lekavý
- 2012–2015 D. Heřman Josef Gustav Rakowski, O.Praem.
- 2015–2016 R.D. Mgr. Miroslav Horák (souběžně se správou farnosti Vrbno pod Pradědem)
- 2016-2020 R.D. Mariusz Banaszczyk
- od 2020 R. D. Mariusz Jonczyk